# Bassirou
Bassirou è un comune rurale del Mali facente parte del circondario di Mopti, nella regione omonima.
Il comune è composto da 6 nuclei abitati:
- Moussawal
- Pathia
- Sampara
- Saré-Sana
- Siniré
- Tomonthiera (centro principale)